# Elisa Caroline Bommer

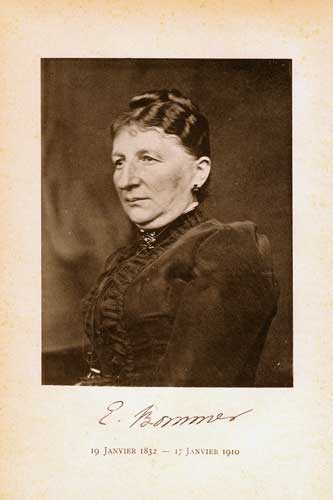
Porträt von Elisa Caroline Bommer, 1910

Elisa Caroline Bommer (* 19. Januar 1832 in Laeken/Laken, Belgien; † 17. Januar 1910 in Brüssel, Belgien) war eine belgische Mykologin und Taxonomin.  Sie gehörte zu den Pionierinnen der taxonomischen Mykologie.

## Leben und Werk

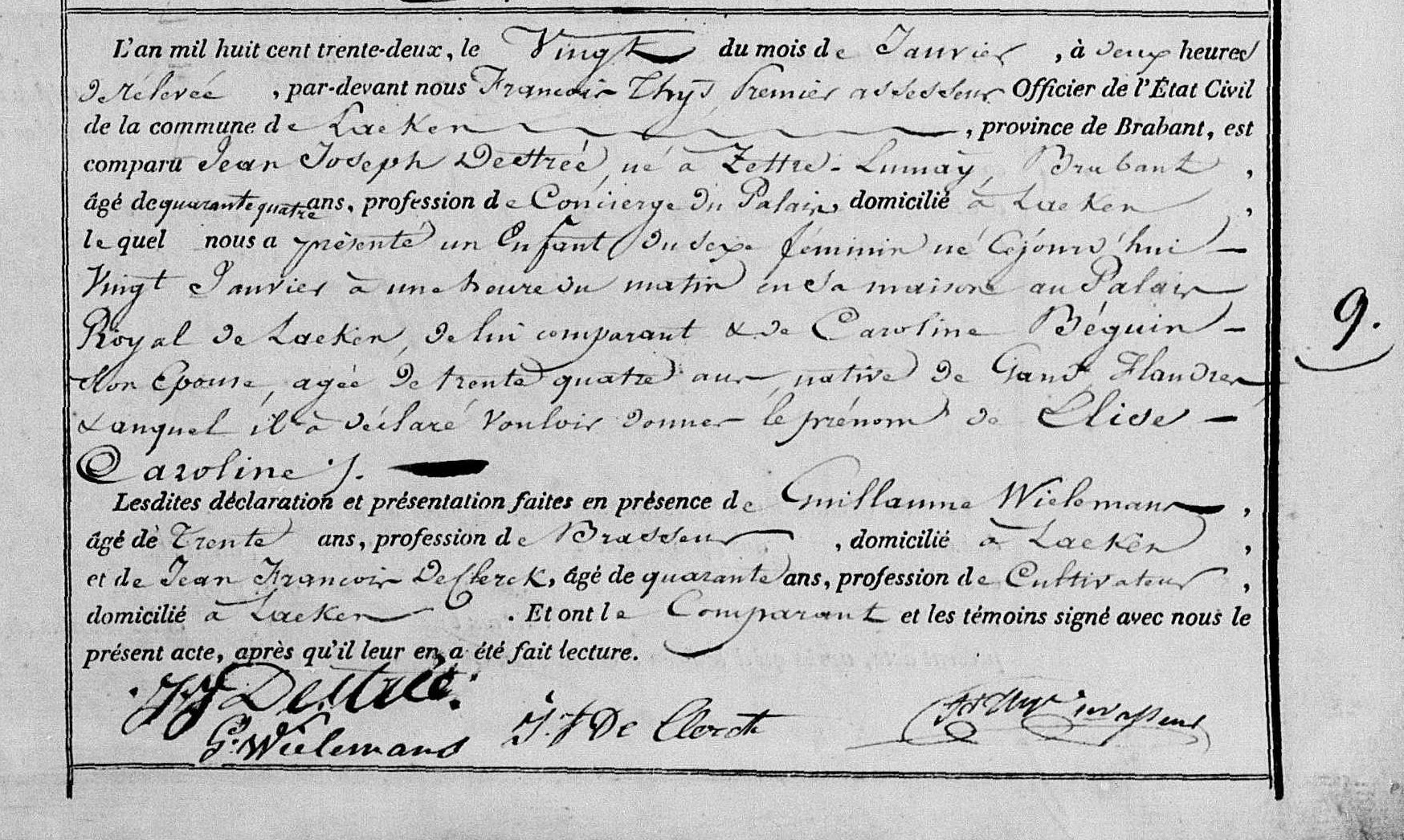
Geburtsurkunde

Bommer wurde als Elise Caroline Destrée im königlichen Schloss Laeken, der offiziellen Residenz des Königs und der Königin von Belgien, geboren. Ihr Vater arbeitete im Schloss und sie erhielt ihre erste Ausbildung von einer der Gouvernanten des Palastes. Im Alter von zehn Jahren wurde sie für sechs Jahre auf ein Mädcheninternat in Vilvoorde geschickt. Da ihre Familie ihren Unterhalt zu Hause nicht finanzieren konnte, begann sie mit zwanzig Jahren eine Lehre bei einer Firma in Brüssel. Sie studierte Botanik, für die sie sich schon seit ihrer Kindheit interessierte. Ihr Hausarzt vermittelte ihr den Kontakt zu einem Botanikprofessor der Vrije Universiteit Brussel, Jean-Édouard Bommer, der ihr intellektuelle Beratung und Unterstützung bei der Bestimmung von Pflanzen gab. Sie heiratete ihn 1895 und bekam mindestens zwei Kinder mit ihm. Mit Hilfe ihres Mannes studierte sie weiterhin Botanik.
1873 lernte Bommer die Frau eines anderen Universitätsprofessors, Marietta Rousseau, kennen. Beide Frauen interessierten sich für Botanik und beschlossen zusammenzuarbeiten. Bommers Ehemann schlug den beiden Frauen vor, einheimische Pilze zu studieren, die bis auf die Beiträge von Marie Anne Libert kaum erforscht waren. Als Autodidaktinnen war es für sie eine große Hilfe, auf die örtliche Bibliothek des Botanischen Garten Brüssel zugreifen zu können.
Bommer und  Rousseau  veröffentlichten 1879 einen 195-seitigen Katalog und 1884 eine 350-seitige mykologische Flora der Pilze rund um Brüssel, gefolgt von mehreren Artikeln über die Pilze Belgiens im Journal der Société royale de botanique de Belgique.
1896 veröffentlichten beide Frauen einen Artikel über die Pilze Costa Ricas, nachdem sie das Material, das 1887 von einer belgischen Expedition gesammelt worden war, eingehend analysiert hatten. 1905 widmeten sie sich  der Untersuchung antarktischer Pilze, die ebenfalls von einer belgischen Expedition gesammelt worden waren, die in den Jahren 1897 bis 1899 stattgefunden hatte.
In ihren späteren Jahren litt Bommer an einer körperlichen Behinderung, die ihre Aktivitäten einschränkte. Sie gab ihre Feldexpeditionen auf und widmete sich der botanischen Malerei von Pilzen und Blütenpflanzen.
Zwei Tage vor ihrem 78. Geburtstag starb Bommer 1910.
Auf ihren eigenen Wunsch hin wurde Bommers Pilzherbarium dem Jardin Botanique National de Belgique in Brüssel vermacht. Die Gattung Bommerella wurde 1885 von dem belgischen Botaniker und Mykologen Élie Marchal nach ihr benannt. Bommers Sohn Charles (1866–1938) promovierte 1894 in Botanik an der Universität Brüssel und wurde Paläobotaniker.
Die Standard-Autorenabkürzung E.Bommer wird verwendet, um diese Person als Autor anzugeben, wenn ein botanischer Name zitiert wird.

## Veröffentlichungen (Auswahl)
- mit M. Rousseau: Catalogue des champignons observé aux environs de Bruxelles. Bulletin de la Société Royale de Botanique de Belgique 18(3), 1879, S. 61–219.
- mit M. Rousseau: Florule mycologique des environs de Bruxelles. Bulletin de la Société Royale de Botanique de Belgique 23(1), 1884, S. 13–365.
- mit M. Rousseau: Contributions à la flore mycologique de Belgique. Bulletin de la Société Royale de Botanique de Belgique 25(1), 1886, S. 13–365.
- mit M. Rousseau: Contributions à la flore mycologique de Belgique, II. Bulletin de la Société Royale de Botanique de Belgique 26(1), 1887, S. 187–241.
- mit M. Rousseau: Contributions à la Flore Mycologique de Belgique, III. Bulletin de la Société Royale de Botanique de Belgique 29(1), 1890, S. 205–302.
- mit M. Rousseau: Primitiae Florae Costaericensis par Th. Durand et H. Pittier. Troisième fasicule. Fungi. Bulletin de la Société Royale de Botanique de Belgique 35, 1896, S. 151–166.